# اللجنة البحرية الفيدرالية في الولايات المتحدة
اللجنة البحرية الفيدرالية الأمريكية (FMC) هي وكالة فيدرالية مستقلة مقرها في واشنطن العاصمة وهي مسؤولة عن تنظيم النقل الدولي عبر المحيطات في الولايات المتحدة  برئاسة مايكل أ. خوري.